# Wilhelm Liebknecht
Wilhelm Liebknecht (Gießen, 29 marzo 1826 – Berlino, 7 agosto 1900) è stato un politico e giornalista tedesco.
Fu uno dei fondatori della socialdemocrazia tedesca e della Seconda Internazionale. Inoltre fondò e diresse il quotidiano del partito socialdemocratico Vorwärts ("Avanti"), e fu stretto collaboratore di Karl Marx e Friedrich Engels e padre di Karl Liebknecht.

## Biografia
Orfano dall'età di sei anni, visse con i parenti. Frequentò il ginnasio di Gießen e successivamente le università di Giessen, Marburg, e Berlino. Fu fortemente influenzato dalle idee repubblicane radicali, e si interessò al pensiero socialista francese, a partire da Saint Simon.
Allo scoppio della rivoluzione del 1848 accorse a Parigi, dove partecipò al tentativo fallito di organizzare dei corpi repubblicani per l'invasione della Germania. Nel settembre dello stesso anno, insieme a Gustav von Struve, attraversò il Reno dalla Svizzera alla testa di un corpo di militanti repubblicani. Essi proclamarono la Repubblica di Baden, ma il loro tentativo fu presto sconfitto. Fu arrestato e condotto a processo; dopo otto mesi di prigionia fu liberato da una nuova rivolta che stabilì un governo rivoluzionario (Reichverfassungskämpfe, le guerre per la costituzione federale).
Dopo la sua liberazione (maggio del 1849), divenne membro del Badische Volkswehr e collaboratore di Struve. All'arrivo delle truppe prussiane si rifugiò in Francia, e quindi a Ginevra. A Ginevra divenne membro della Genfer Arbeiterverein, l'Associazione dei Lavoratori di Ginevra. Qui egli incontrò per la prima volta Friedrich Engels.
Nel periodo dal 1849 al 1850 tenne conferenze in diverse città tedesche per divulgare il Manifesto del Partito Comunista. Nel 1850, Liebknecht fu arrestato per la sua lotta per costruire un'associazione unitaria dei lavoratori tedeschi in Svizzera ed espulso dal paese. Emigrò allora a Londra, dove conobbe Karl Marx nel 1850. Rimase a Londra fino al 1862, dove divenne membro della Lega dei Comunisti. In tale periodo si guadagnò da vivere come insegnante, e fu corrispondente della Augsburger Allgemeine Zeitung.
In seguito ad un'amnistia per i partecipanti alla rivoluzione del 1848-1849, ritornò in Germania nel 1862. Divenne editore della Norddeutsche Allgemeine Zeitung e membro della Allgemeiner Deutscher Arbeiterverein (ADAV, "Associazione Generale dei Lavoratori Tedeschi"). Questa era stata fondata nel 1863, e quindi guidata, da Ferdinand Lassalle, e costituì il primo nucleo del futuro partito socialdemocratico. Liebknecht se ne allontanò appena gli apparvero chiari i rapporti di Lassalle con Bismarck.
Nel 1865, espulso dalla Prussia, giunse a Lipsia, in Sassonia, dove incontrò August Bebel. In una lettera ad Engels scriveva che era stato accolto dalla polizia sassone "nella maniera più amichevole in quanto nemico di Bismarck". Il 19 agosto 1866, fu tra i fondatori, insieme ad August Bebel, del Partito Popolare Sassone (Sächsische Volkspartei), sull'onda delle lotte del nascente movimento operaio sassone. Wilhelm Liebknecht e August Bebel ne furono i rappresentanti nel Reichstag della Confederazione Tedesca del Nord: per la prima volta rappresentanti del movimento operaio sedevano nei banchi del Reichstag.
Nonostante gli stretti rapporti con Marx ed Engels, non furono rare le diversità di vedute e le occasioni di attrito tra Liebknecht e i fondatori del socialismo scientifico. Dato che nel Partito Popolare Sassone dominavano i rappresentanti della borghesia liberale, Marx ed Engels avevano chiesto a Liebknecht e Bebel di staccarsene e lavorare per costruire un partito diretta espressione del movimento operaio, criticando la loro decisione di agire invece come l'ala di sinistra del partito Popolare. In una lettera a Marx (primo luglio 1869), Engels scriveva: "A Wilhelm bisognerebbe raccomandare la lettura del Manifesto sul punto della posizione del partito operaio, se la lettura o qualche altra cosa giovassero!"
Nel 1868, insieme con Carl Hirsch, iniziò le pubblicazioni del Demokratisches Wochenblatt (Settimanale Democratico). Nel 1869, Wilhelm Liebknecht e August Bebel fondarono il Sozialdemokratische Arbeiterpartei (SDAP, Il Partito dei Lavoratori Social-Democratici di Germania). Nel 1870, in occasione della guerra franco-prussiana, Liebknecht e Bebel si astennero sulla prima richiesta di crediti di guerra. Alla seconda richiesta votarono contro, riuscendo a portare sulle loro posizioni anche gli altri due rappresentanti socialisti.
Nel 1872 a Lipsia si tenne il processo contro Liebknecht, Bebel ed Adolf Hepner. Liebknecht e Bebel furono condannati e rimasero in prigione fino al 1874. In quel processo, una copia del Manifesto del Partito Comunista faceva parte degli atti dell'accusa. Su richiesta del procuratore, il testo venne letto in aula, durante la terza udienza del processo (13 marzo 1872): questa circostanza diede il destro agli accusati di pubblicare il Manifesto come allegato agli atti del processo. Infatti, in quegli anni la diffusione del testo di Marx ed Engels era vietata in Germania, ma in quanto facente parte degli atti del processo e pubblicato insieme a questi, la sua diffusione diveniva così legale. Liebknecht inizia a pubblicare in fascicoli il resoconto del processo di Lipsia il 17 aprile 1872. La pubblicazione del dodicesimo e ultimo fascicolo avviene nel 1874.
Nel 1874, prima della sua liberazione, fu eletto al Reichstag dell'Impero tedesco, ottenendo un autentico plebiscito. Subito dopo, Wilhelm Liebknecht fu tra i principali artefici dell'unione del SDAP con i lassalliani dell'ADAV. L'unione fu sancita dal Congresso di Gotha del 1875, che diede vita al Partito Social-Democratico dei Lavoratori (Sozialdemokratische Partei Deutschlands, SPD). L'anno successivo fondò il Vorwärts, da non confondersi con il "Vorwärts!", con il punto esclamativo, organo della Lega comunista fondato nel 1844.
Fu membro del Reichstag fino al 1900, anno della sua morte. A Berlino, più di 150.000 persone parteciparono ai suoi funerali.